# Isländisches Phallusmuseum
Das Isländische Phallusmuseum (isländisch: Hið Íslenzka Reðasafn) in Reykjavík, Island, beherbergt die weltweit größte Ausstellung von Penissen und Penisteilen. Die Sammlung von 280 Exemplaren von 93 Tierarten umfasst 55 Penisse von Walen, 36 von Robben und 118 von Landsäugetieren, darunter angeblich Huldufólk (isländische Elfen) und Trolle. Im Juli 2011 erhielt das Museum seinen ersten menschlichen Penis, einer von vier, die von potenziellen Spendern versprochen worden waren.
Gegründet 1997 von dem inzwischen pensionierten Lehrer Sigurður Hjartarson und heute von seinem Sohn Hjörtur Gísli Sigurðsson geleitet, entstand das Museum aus dem Interesse an Penissen, das in Sigurðurs Kindheit begann, als er eine Rinderpeitsche aus einem Stierpenis bekam. Er bezieht die Organe isländischer Tiere aus Quellen im ganzen Land, von der 170 cm großen vorderen Spitze eines Blauwalpenis bis zum 2 mm großen Penisknochen (med. Baculum) eines Hamsters, der nur mit einer Lupe zu sehen ist. Das Museum behauptet, dass seine Sammlung die Penisse von Elfen und Trollen umfasst, aber da die isländische Folklore solche Kreaturen als unsichtbar darstellt, kann man sie nicht sehen. Die Sammlung umfasst auch phallische Kunst und Kunsthandwerk wie Lampenschirme aus dem Hodensack von Bullen.
Das Museum ist zu einer beliebten Touristenattraktion mit Tausenden von Besuchern pro Jahr geworden und hat internationale Medienaufmerksamkeit erregt, darunter der kanadische Dokumentarfilm The Final Member, der die Suche des Museums nach einem menschlichen Penis dokumentiert. Gemäß seinem Leitbild will das Museum „den Einzelnen in die Lage versetzen, sich auf organisierte, wissenschaftliche Weise ernsthaft mit dem Gebiet der Phallologie auseinanderzusetzen“.

## Geschichte
Der Gründer des Museums, Sigurður Hjartarson, war 37 Jahre lang als Lehrer und Rektor tätig und unterrichtete die letzten 26 Jahre vor seiner Pensionierung am Hamrahlid College in Reykjavík Geschichte und Spanisch. Als Kind besaß er einen Ochsenziemer, der ihm als Viehpeitsche geschenkt wurde. Er fing an, Penisse zu sammeln, nachdem ein Freund 1974 die Geschichte vom Penis des Bullen gehört hatte, und schenkte ihm vier neue, von denen Sigurður drei an Freunde weitergab. Bekanntschaften an Walfangstationen brachten ihm auch Walpenisse, und die Sammlung wuchs von dort an durch Spenden und Ankäufe aus verschiedenen Quellen in ganz Island.
Die Organe der Nutztiere stammten aus Schlachthöfen, während die Fischer die der Flossenfüßer und der kleineren Wale besorgten. Die Penisse der größeren Wale kamen von kommerziellen Walfangstationen, obwohl diese Quelle nach dem weltweiten Verbot des kommerziellen Walfangs durch die Internationale Walfangkommission im Jahr 1986 ausgetrocknet ist. Sigurður konnte weiterhin Walpenisse sammeln, indem er sie von den 12–16 Walen erntete, die jedes Jahr an der isländischen Küste stranden. Er erhielt auch den Penis eines Eisbären, der von Fischern erschossen wurde, die das Tier auf Treibeis vor den Westfjorden treiben sahen.
Sigurður wurde von seiner Familie unterstützt, allerdings nicht ohne gelegentliche Peinlichkeiten. Seine Tochter Þorgerður erinnert sich, dass sie einmal in einen Schlachthof geschickt wurde, um ein Exemplar abzuholen, jedoch gerade als die Arbeiter eine Mittagspause einlegten: „Jemand fragte: ‚Was ist im Korb?‘ Ich musste sagen: ‚Ich hole einen gefrorenen Ziegenpenis ab.‘ Danach sagte ich: ‚Ich werde nie wieder etwas für dich abholen.‘“ Sigurður zufolge ist das Sammeln von Penissen wie das Sammeln von anderen Dingen. „Man kann nie aufhören, man kann nie aufholen, man kann immer einen neuen bekommen, einen besseren.“
Die Sammlung war zunächst in Sigurðurs Büro am College untergebracht, bis er sich von seiner Lehrtätigkeit zurückzog. Er entschied sich eher als Hobby denn als Beruf, es in Reykjavík öffentlich auszustellen und erhielt vom Stadtrat einen Zuschuss von 200.000 ISK, um die Eröffnung des Museums im August 1997 zu unterstützen. Bis 2003 kamen jährlich 5.200 Besucher, davon 4.200 aus dem Ausland. Sigurður hat das Museum 2003 zum Verkauf, aber auch der Stadt Reykjavík geschenkt angeboten. Es gelang ihm jedoch nicht, finanzielle Unterstützung vom Staat oder von der Stadt zu erhalten. Als er 2004 in den Ruhestand ging, konnte er sich die Miete auf dem Gelände des Museums nicht mehr leisten.
Nach seiner Pensionierung zog er mit seiner Sammlung nach Húsavík, einem Fischerdorf mit etwa 2.200 Einwohnern, 480 km nordöstlich der Hauptstadt gelegen. Das Museum war in einem kleinen Gebäude untergebracht, einem ehemaligen Restaurant, das mit einem riesigen hölzernen Penis und einem Steinphallus auf der Straße markiert war. Die Dorfbewohner waren anfangs skeptisch gegenüber dem Neuankömmling, akzeptierten es aber, als sie davon überzeugt wurden, dass das Museum nichts Pornographisches sei.
Im Jahr 2012 übergab er die Sammlung an seinen Sohn Hjörtur Gísli Sigurðsson (vom Online-Magazin Slate als „der einzige erbliche Penis-Museumsbetreiber der Welt“ beschrieben). Sie wurde von Húsavík in die Haupteinkaufsstraße von Reykjavík, Laugavegur 116, verlegt. An seinem ehemaligen Standort in Húsavík befindet sich heute das Forschungsmuseum. Ein Angebot eines wohlhabenden Deutschen, das Museum für 30 Millionen ISK (186.000 Euro) zu kaufen, und ein Vorschlag, es nach Großbritannien zu verlegen, wurden abgelehnt, da Hjörtur darauf besteht, dass „das Museum in Island bleiben muss“. Er beabsichtigt, weiterhin neue Penisse zu erwerben, weil man „immer einen besseren, neueren bekommen kann... eine größere Größe oder eine bessere Form, wissen Sie?“
Laut dem isländischen Anthropologen Sigurjón Baldur Hafsteinsson ist die Toleranz der Isländer gegenüber dem Museum ein Indikator dafür, wie sich die isländische Gesellschaft seit den 1990er Jahren verändert hat, als eine neu gewählte neoliberale Regierung einen offeneren Blick auf Unterhaltung, Kreativität und Tourismus förderte, der „neue Ideen öffentlich entstehen ließ“. Er hat die Bedeutung der Rolle des Museums in der isländischen Kultur in einem Buch, Phallological Museum (ISBN 978-3-643-90470-6, OCLC 888575994), beschrieben.

## Sammlung
Laut Website des Museums umfasst die Sammlung 280 Exemplare von 93 Tierarten. Sie reichen von einigen der größten bis zu einigen der kleinsten Penisse in der Tierwelt. Sein größtes Exponat ist ein Teil des 170 cm langen und 70 Kilogramm schweren Penis eines Blauwals, den Iceland Review als „echten Moby Dick“ bezeichnet hat. Das Exemplar ist nur die Spitze, da das gesamte Organ, wenn es intakt ist, etwa 5 m lang und etwa 350–450 kg schwer gewesen wäre. Das Baculum eines Hamsters, nur 2 mm lang, ist das kleinste Teil der Kollektion und man benötigt zum Betrachten eine Lupe. Sigurður hat die Sammlung als das Produkt von „37 Jahren Penis-Sammeln“ beschrieben. „Irgendjemand musste es tun.“
Das Museum verfügt auch über eine „Folkloreabteilung“ mit mythologischen Penissen; der Online-Katalog enthält Exemplare von Elfen, Trollen, Kelpien und „The Nasty Ghost of Snæfell“. Sigurður sagt, dass der Penis des Elfen, der im Katalog des Museums als „ungewöhnlich groß und alt“ bezeichnet wird, zu seinen Favoriten zählt. Er kann nicht gesehen werden, da die isländische Folklore besagt, dass Elfen und Trolle unsichtbar sind. Zu den folkloristischen Penissen gehören auch die eines Wassermannes, eines einbeinigen, einarmigen und einäugigen Monsters namens „Stand-Meckerer“, einer „Enriching Beach Mouse“ (sie soll „Geld aus dem Meer ziehen, um ihren Besitzer zu bereichern“), und ein isländischer Weihnachtsmann, der 1985 tot am Fuße eines Berges gefunden wurde und dessen Penis dem Museum von einem ehemaligen Reykjavíker Bürgermeister überreicht wurde.
Auf der Website des Museums heißt es, dass es „Individuen ermöglicht, sich auf organisierte, wissenschaftliche Weise ernsthaft mit dem Gebiet der Phallologie zu beschäftigen“, wobei ein Gebiet, das bisher nur „ein Grenzbereich in anderen akademischen Disziplinen wie Geschichte, Kunst, Psychologie, Literatur und anderen künstlerischen Bereichen wie Musik und Ballett“ war, gebührend hervorgehoben wird. „Das Museum will Penisproben von jedem Säugetier Islands sammeln. Sie zeigt auch phallische Kunstwerke und penisbezogene Objekte oder phallobilia wie Lampenschirme aus dem Hodensack von Stieren. Andere Exponate reichen von einem Kupferstich aus dem 18. Jahrhundert, der die Beschneidung Christi darstellt, bis hin zu einem Plastikpenisschnuller aus dem 20. Jahrhundert“. Der größte Teil der Sammlung wurde gespendet, und der einzige Kauf bisher war ein knapp 1 m langer Elefantenpenis. Die Penisse werden entweder in Formaldehyd konserviert und in Gläsern ausgestellt oder getrocknet und an die Wände des Museums gehängt oder montiert.
Sigurður hat eine Vielzahl von Techniken angewandt, um die Penisse zu konservieren, einschließlich der Konservierung in Formaldehyd, Beizen, Trocknen, Füllen und Salzen. Ein besonders großer Penis von einem Stier wurde zu einem Spazierstock verarbeitet. Viele Exponate des Museums werden mit Lampen von Sigurður aus Widderhoden beleuchtet. Sigurður hat auch hölzerne Phalli geschnitzt, die verschiedene Gegenstände rund um das Museum schmücken und besitzt eine Fliege mit Phallusbildern, die er zu besonderen Anlässen trägt.
Josh Schonwald von Salon.com beschrieb seine Eindrücke vom Museum bei seinem Besuch 1998: „Sie hingen an den Wänden, in Krüge gefüllt, mit kuratorischer Liebe ausgestellt - getrocknete Penisse, in Formaldehyd einbalsamierte Penisse, massive Penisse wie Jagdtrophäen. Ein gebräunter Stierpenis, ein geräucherter Pferdepenis. Es gab runzige, verschrumpelte Penisse von Rentieren, Füchsen, Nerzen und Ratten. Es gab Robben- und Walrosspenisse mit steifen Penisknochen, die für einen immer aufrechten Zustand sorgten. Da war der Große Penis - ein 3 Fuß langer Blauwalpenis (der ein Ruder für ein Kanu gewesen sein könnte).“
Das Museum ist täglich geöffnet und zog bis Juli 2011 jährlich bis zu 11.000 Besucher an. Sechzig Prozent der Museumsbesucher sind Frauen, aber laut den Autoren des Rough Guide to Iceland, die das Museum erwähnen, „lässt es die Mitarbeiter des Tourismusbüros vor Verlegenheit erröten.“ Das Gästebuch des Museums enthält Einträge wie „Ich habe noch nie so viele Penisse gesehen und bin ins Internat gegangen!“ (von einem neuseeländischen Besucher), „They're bigger in the USA“ (von jemandem aus Wisconsin) und „Is there a vagina museum?“ Zu diesem Punkt hat Sigurður gesagt: „Ich sammle nur das männliche Organ. Jemand anderes muss den anderen Job machen. Mich würde interessieren, wie sie es erhalten würden. Ich denke, Vaginas sind besser lebendig.“ (Früher gab es ein Pop-up-Museum namens „Museum of Vaginal Imagination“ in Rotterdam in den Niederlanden.)
Viele Jahre lang suchte das Museum nach einem menschlichen Penis. Sigurður konnte menschliche Hoden und eine Vorhaut von zwei verschiedenen Spendern erhalten; die Vorhaut wurde vom isländischen Nationalkrankenhaus nach einer Notbeschneidung gespendet. Das Museum enthält auch Skulpturen von 15 Penissen nach dem Vorbild der isländischen Handballnationalmannschaft. Da das Team die Silbermedaille bei den Olympischen Spielen 2008 in Peking gewonnen hatte, wurden die Penisse aus einem versilberten Material gefertigt. Sigurður behauptet, dass sie zwar nicht in der gleichen Reihenfolge wie die Personen auf dem gezeigten Foto aufgestellt seien, „ihre Frauen sie aber erkennen würden“. Laut Slate wurden diese Skulpturen von Sigurðurs Tochter, Þorgerður Sigurðardóttir, geschaffen und basierten auf ihren eigenen Erfahrungen und nicht auf Kenntnissen des Teams. Der Torhüter der Mannschaft bestreitet, dass es sich bei den Skulpturen um Abgüsse handelt.
Das Museum hat bisher von vier Männern – einem Isländer, einem Deutschen, einem Amerikaner und einem Briten – die Zusage erhalten, ihre Penisse zu spenden. Der kanadische Filmemacher Zach Math kommentiert, dass der Amerikaner Tom Mitchell "ein gewöhnlicher Kerl ist, aber er hat diese Eigenart, bei der er seinen Penis als eine von seinem Körper getrennte Einheit betrachtet - Elmo. Er hat diesen Traum, dass es der berühmteste Penis der Welt sein soll." Sigurður zufolge wollte Mitchell schon zu Lebzeiten seinen Penis abschneiden lassen und dann das Museum besuchen." Mitchell schickte einen Abguss seines Penis als Ersatz, zusammen mit Fotos davon, verkleidet als Weihnachtsmann und Abraham Lincoln. Der Spender tätowierte auch seinen Penis mit den Stars and Stripes, um ihn attraktiver aussehen zu lassen. Er sagt: "Ich habe immer gedacht, dass es wirklich cool wäre, wenn mein Penis die erste echte Penis-Berühmtheit wäre" und hat ihn zum Star seines eigenen Comics Elmo: Adventures of a Superhero Penis gemacht.
Der isländische Spender war ein 95-jähriger Mann aus Akureyri, der in seiner Jugend ein Frauenheld gewesen sein soll und seinen Penis dem Museum spenden wollte, um seinen „ewigen Ruhm“ zu sichern. Sigurður sagte, dass der Spender auch im Alter von 95 Jahren „sowohl vertikal als auch horizontal“ aktiv blieb. Der Spender soll jedoch besorgt sein, dass „sein Penis mit zunehmendem Alter schrumpft und er befürchtet, dass er nicht mehr richtig ausgestellt wird.“ Seinem Penis wurde gemäß dem Auftrag des Museums, die Organe isländischer Säugetiere auszustellen, Vorrang vor denen der nicht-isländischen Spender eingeräumt. Ihn zu entfernen und zu konservieren war kein einfacher Vorschlag, wie Sigurður erklärte: „Der Spender und die Ärzte sind sich einig, er muss abgenommen werden, solange der Körper noch warm ist. Dann das Blut entfernen und aufpumpen. Wenn er erst abkühlt, kann man nichts mehr machen, also ist der Spender eifrig darauf bedacht, dass der Penis noch warm entfernt und mit Würde konserviert wird.“
Im Januar 2011 starb der isländische Spender und sein Penis wurde chirurgisch entfernt, damit er in die Sammlung des Museums aufgenommen werden konnte. Die Penektomie war nicht ganz erfolgreich und hinterließ den Penis als „eine graubraune, verschrumpelte Masse“. Sigurður: „Ich hätte es dehnen und hinten nähen sollen, um es in einer mehr oder weniger normalen Position zu halten“. Stattdessen „ging es direkt in den Formaldehyd“. Obwohl enttäuscht von den Ergebnissen, zeigte sich Sigurður zuversichtlich, dass „ich bald eine jüngeren und größeren und besseren bekommen werde“. Die häufigste Reaktion der Besucher auf den erhaltenen menschlichen Penis ist „dass er sehr alt ist, weißt du, ein wenig geschrumpft, und die männlichen Mitglieder sagen: 'Oh, ich hoffe, dass meiner nicht so aussehen wird, wenn ich alt werde.'“ Sigurður hat überlegt, dem Museum seinen eigenen Penis zu spenden, wenn er stirbt, sagte aber, dass es von seiner Frau abhängt: „Wenn sie zuerst stirbt, würde mein Exemplar hier hineingehen. Wenn ich zuerst sterbe, kann ich es nicht sagen. Sie könnte nein sagen.“
Der amerikanische Schriftsteller und Schauspieler Jonah Falcon, bekannt für seinen beeindruckend großen Penis, wurde vom Museum über die Huffington Post eingeladen, sein Glied nach seinem Tod zu spenden. Im Mai 2014 wurde bekannt gegeben, dass Falcon den Vorschlag angenommen hatte, nach der biblischen Geschichte neben einem Pottwal eine Ausstellung mit dem Titel „Jonas und der Wal“ zu veranstalten.

## Film
Das Museum ist Gegenstand von The Final Member, einem Film der kanadischen Dokumentarfilmer Zach Math und Jonah Bekhor. Er stellt Sigurður und seine Suche nach einem menschlichen Penis für das Museum vor, erzählt die Geschichte der amerikanischen und isländischen Spender und untersucht die Quasi-Tabu-Natur der Sammlung des Museums. Bekhor sagt: „Ich würde nicht sagen, dass es ein Rorschach-Test ist, aber je nachdem, wie man darauf reagiert, sagt das viel über die Beziehung zu diesem Element der menschlichen Anatomie aus. Es ist ein wirklich interessantes Phänomen und wir sind sehr gespannt, wie das Publikum reagiert.“ Der Film wurde am 1. Mai 2012 beim Hot Docs Canadian International Documentary Festival uraufgeführt.